# Палеографія
Палеогра́фія (від грец. παλαιός — давній, старовинний та γράφω — писати) — історико-філологічна дисципліна, об'єктом дослідження якої є історія письма, його еволюція (переважно на основі давніх пам'яток) та характерні особливості на певних етапах розвитку. Засновник — Жан Мабільон.

## Специфіка фаху
Особливості письма полягають у графічних формах знаків і літер, пропорціях та конфігураціях їхніх складових частин, шрифтів. Значення мають також місце і частота вживання окремих літер, види скорочень тощо. Також ця наука займається вивченням систем тайнопису (криптографії), особливостей оздоблення рукописів і написів, зокрема, орнаментів, мініатюр. Звичайно палеографія вивчає системи письма, а також предмети, пов'язані з письмом (матеріали, на які нанесено текст, зокрема, пергамент, тканини, берест, папір і філіграні на ньому; знаряддя писання; барвники, зокрема чорнила, за допомогою яких написано чи оздоблено текст; форми оправ книжок тощо).

## Історія
Як окрема дисципліна палеографія виникла в Європі у XVIII столітті. Уперше термін увів у вжиток французький учений Бернар де Монфокон, який виділив її з дипломатики (історична дисципліна, що вивчає форми, автентичність, юридичну достовірність історичних документів і грамот). Палеографія допомагає правильному прочитанню текстів, встановленню часу, місця створення й авторства недатованих, нелокалізованих та анонімних пам'яток, виявленню підробок, підтвердженню автентичності текстів.
Докладні відомості про найважливіші палеографічні дослідження, посібники, альбоми відтворень і т. д. з XIX—XX ст. до наших днів, наведені у третьому виданні монографії Ферстера (Foerster (Hans), Frenz (Thomas). Abriss. lateinischen Paläographie, Stuttgart, 2004), опублікованому в 2004 р.
Робота палеографів йшла за кількома напрямками. Були організовані:
- спеціальні вищі навчальні заклади; найстаріша паризька «Школа хартій» (Ecole des chartes, нині «Національна школа хартій»)
- видавництво спеціальної періодичної літератури Bibliothèque de l'École des Chartes[en] (з 1839 р.), Archivio paleografico Italiano (з 1882), з 1946 р в Брюсселі виходить два рази на рік спеціальне періодичне видання, присвячене латинської і грецької палеографії — «Scriptorium»[2],та ін.)
- складалися наукові каталоги рукописів, що перебували на зберіганні у великих бібліотеках (докладні наукові описи всіх латинських рукописних книг і фрагментів I—VIII ст. (понад 1700) зібрані в каталозі «Codices Latini Antiquiores[en]» («Найдавніші латинські книги», CLA, 1934—1966 рр., 11 томів, в останньому томі дано опис рукописів, що зберігаються в Державній публічній бібліотеці ім. М. Є. Салтикова-Щедріна в Ленінграді; латинські документи за цей же період публікуються в аналогічному каталозі «Chartae latinae antiquiores» («Найдавніші латинські документи», ChLA[3][4], за редакції Брукнер[en] і Марішаль[en])
- видавалися великі альбоми відтворень (методами фототипії, геліогравюри і т. ін.) для навчальних і дослідницьких цілей (Samaran et Marichal[5][6][7]). Ці каталоги включають 1–2 фотознімку майже з кожної рукописі, документи відтворюються повністю. Дуже велику допомогу надає вченим заснований в 1937 р в Парижі «Інститут дослідження та історії текстів»[fr]. На базі свого великого бібліографічного апарату, фільмотеки і фототеки Інститут веде організаційно-довідкову та дослідницьку роботу.
- вироблялася методика палеографічного дослідження, з'явилися підручники і великі керівництва, в 1882 р. підручник Пру[en], донині багато в чому нестаріючий порадник Ваттенбаха, що вийшов третім виданням в 1896 р (знову передрукований в 1958 р). На початку XX ст. неодноразово перевидавалося керівництво Стеффенса (Steffens[8][9]). У 1952 році в Парижі була організована «Міжнародна нарада по латинської палеографії» (Colloque international de paleographie latine[10]), покликана виробити термінологію, що відповідає сучасним вимогам, і принципи побудови каталогів датованих рукописів. Заслухані на сесіях ради в 1953 році доповіді були присвячені термінології листів IX—XV ст. (Nomenclature des écritureѕ livresques[11]) і викликали жваву дискусію, яка показала значні труднощі у палеографії через недостатню вивченість кодексів IX—XV ст.

У другій половині ХХ ст. підвищився інтерес до важливих проблем історії письма різних народів в давнину, в Середьовіччя в Новий час. Фахівці досліджують питання еволюції писемності в зв'язку з мовою, матеріальною і духовною культурою суспільства, історичне і соціологічне значення письма; шукають закономірність в процесі розвитку письма, досліджують його в порівняльному плані у багатьох народів і т. ін.
Серія доповідей на ці теми була прочитана в травні 1960 року Парижі, на засіданнях «Міжнародного центру синтезу» і опубліковані в 1963 році в збірнику L'écriture et la psychologie des peuples.

## Палеографічні дослідження в Україні
Спостереження над особливостями письма і практичне застосування їх у різних народів дуже давні. Так, в Україні викриття підробок грамот починається з XV століття. У граматиці Лаврентія Зизанія 1596 року міститься зауваження про особливості кириличної орфографії; в граматиці 1619 року Мелетія Смотрицького — міркування про особливості давньої графіки й правопису.
Формування палеографії в Україні відбувалося з XIX століття (праці І. Каманіна та інших). Особливого розвитку вона набула в наш час, чому значною мірою сприяло видання пам'яток української мови, літератури, історії.
Одним із найпомітніших подвижників історико-документознавчих досліджень у ІІ половині ХХ ст. став Центральний державний історичний архів Української Радянської Соціалістичної республіки (ЦДІАЛ, установа, що прийшла на зміну Земському архіву, Центральному архіву Давніх актів). Серед науково-дослідних установ, що мали розвивати різні види наукової роботи, архіви опинилися відповідно до «Положення про Державний архівний фонд Союзу Радянських Соціалістичних республік» від 13 серпня 1958 року. Для виконання положень про наукову діяльність у 1961 р. в ЦДІАЛ відбулось розширене засідання методичної ради архіву; в ньому взяли участь представники архівних, музейних установ, бібліотек та вищих навчальних закладів — загалом близько 150 осіб. Із доповіддю «Допоміжні дисципліни історії в науковій роботі архівів» виступив академік Іван Крип'якевич, який подав план впровадження наукової роботи в архіві у формі проведення семінарів. Планувалось здійснювати дослідження в сфері геральдики, дипломатики, джерелознавства, нумізматики, сфрагістики, філігранології та палеографії. За перші двадцять років, що стали найпродуктивнішими в історії семінару, відбулось 97 занять, на яких було заслухано і обговорено 392 доповідей та повідомлень.
Історію семінару при ЦДІАЛ України вивчали І. І. Бутич, М. Г. Вавричин, Н. Ф. Врадій, П. І. Захарчишина та ін. Внесок наукового доробку учасників семінару при ЦДІАЛ України на становлення документознавства вперше було розглянуто сучасним вітчизняним істориком та документознавцем В. В. Бездрабко.
Впродовж десятків років семінар був чи не єдиним осередком українських вчених, що вивчали проблеми палеографії взагалі. На перших наукових семінарах з доповіддю «Львівське письмо XVI—XVII ст.» виступала старший науковий співробітник архіву Пелагея Фостик-Захарчишин (1916—1973 рр.); П. Захарчишин проаналізувала письмо кириличних документів Львівського Успенського братства (ставропігії), навела відмінності між російським та українським скорописом вказаного періоду; Едвард Ружицький, науковий співробітник архіву, скерував своє зацікавлення на однин із найважливіших розділів латинської середньовічної палеографії, систему скорочень або брахиграфії:
- суспенсії (troncamento, скорочення, при якому відсутня кінцева частина слова);
- контракції (скорочення, при якому відсутня середина слова);
- із незалежним значенням (con signiato proprio);
- з відносним значенням (con signifato relativo);
- надрядковими літерами (per lettere sovrapposte);
- за конвенцією (segni Conventionzionali).[15][16]

Опис численних пам'яток книжкового мистецтва подає у своїх наукових працях Яким Запаско. Загальні питання української палеографії розроблялися в наукових працях В. Панашенко, В. Німчука, П. Захарчишиної.

## Сучасність
Сучасна палеографія за системами письма і мовами, які ними користуються, поділяється на грецьку, латинську, арабську, індійську, кириличну (слов'янську), українську, російську, вірменську, грузинську тощо. У слов'янській палеографії залежно від алфавітів, якими писано рукописи, виділяють глаголичну, кириличну і латинську палеографії. Східнослов'янські рукописи написані, як правило, кирилицею. Кирилична палеографія поділяється, у свою чергу, на східнослов'янську і південнослов'янську.
Крім методів і прийомів дослідження власне палеографії (аналіз особливостей літер тощо) тут застосовуються методи й прийоми дослідження інших дисциплін і наук, передусім лінгвістики тексту (аналіз орфографії, мови), мистецтвознавства (вивчення орнаментів, мініатюр), нотних музичних знаків (музична палеографія), фізики й хімії (датування органічних матеріалів для письма за допомогою радіоактивних ізотопів, аналіз складу чорнила й фарб, використання різного проміння для читання вицвілих текстів або їх частин).